# Vila Fiala
Vila Fiala zvaná také Krčkovna je budova bývalé výletní restaurace v Blatné v okrese Strakonice v Jihočeském kraji. Stavba od blatenského architekta Karla Fialy je od roku 2019 kulturní památkou.

## Historie

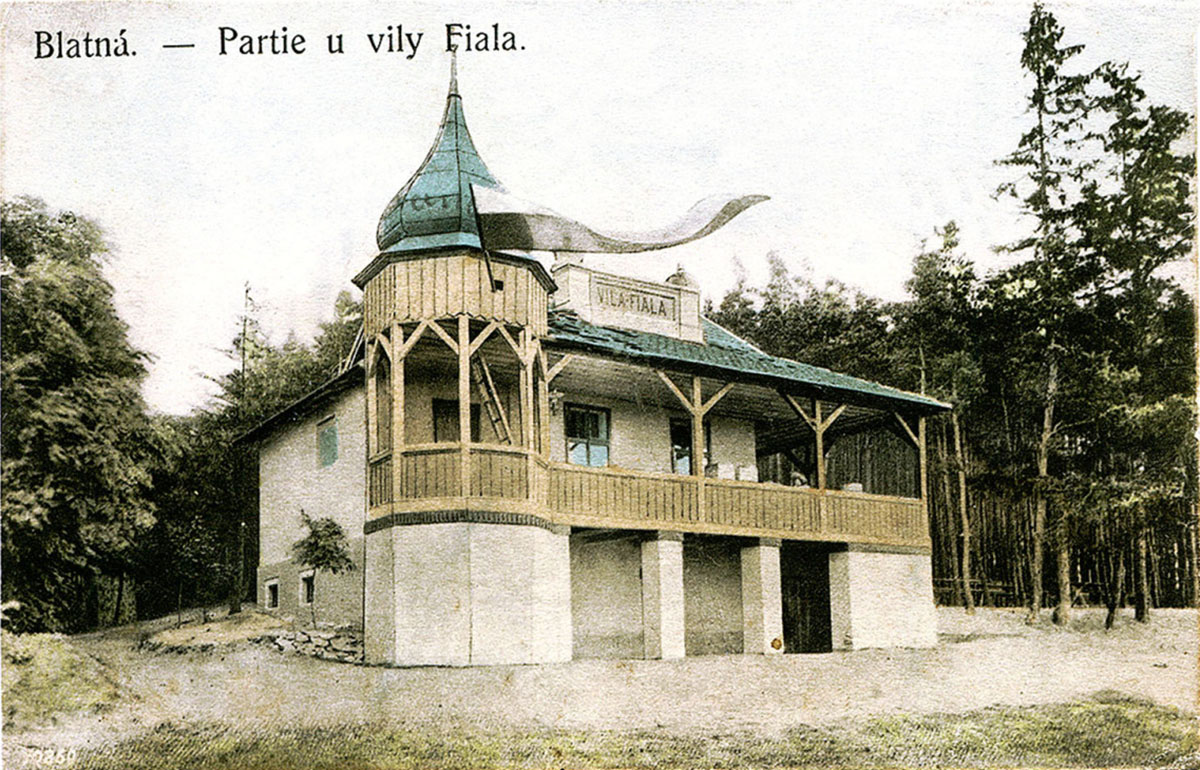
Vila Fiala (1910)

### Výletní restaurace
Vila Fiala byla postavena v roce 1905 podle návrhu, který zhotovil architekt Karel Fiala pro svého bratra Theodora Fialu, hostinského a řezníka v Blatné. V polovině roku 1906 získal Theodor Fiala koncesi, aby zde provozoval výletní restauraci s výčepem. Stavba stála na sever od města Blatná na kopci zvaném Vinice. Chodívalo se sem na nedělní procházky, lidé zde popíjeli kávu a čaj. Hrávaly se zde také kuželky a o nedělích zde hrála živá hudba. Jako výletní restaurace stavba sloužila minimálně do roku 1914. Po sčítání lidu v roce 1921 již byla vedena jako obytný dům. Podle pamětníků zde byli návštěvníci vítáni i když restaurace již oficiálně nefungovala. Po smrti Theodora Fialy v roce 1923, získala vilu rodina Krčkova podle níž vznikl název Krčkovna. I poté byla vila, nazývaná ještě v 90. letech jako „zámeček” stále oblíbeným místem výletů a oslav a společenských posezení. Bydlel zde také oblíbený učitel Jan Krček.

### V majetku města Blatná
Dne 22. října 2004 zakoupilo vilu a přilehlé pozemky město Blatná se záměrem vybudovat zde lesopark s naučnou stezkou. Zájem byl především o pozemky, ale k realizaci plánu nedošlo a objekt zůstal nevyužitý a neudržovaný i navzdory zákonné povinnosti péče řádného hospodáře. V této době byla stavba známá jako Krčkovna především místem drogové scény a dalších dvanáct let od zakoupení městem, bez povšimnutí chátrala. V roce 2016 se vedení města rozhodlo nabídnout vilu k prodeji, což zmobilizovalo manžele Váňovi z Blatné, kteří začali jednat. Oslovili vedení města i památkový ústav, vystoupili na zastupitelstvu, začali popularizovat historii objektu na webu a vrátili stavbě zpátky její název z roku 1910 – Vila Fiala. Založili také spolek Navíc, který městu nabídl projekt na komunitní využití vily, do kterého byli zapojeni i odborníci z oborů historie a architektury. Vedení města na návrh projektu nereagovalo a i další nabídky zůstávaly bez odezvy. Navíc vyšlo najevo, že již tři měsíce před vypsáním záměru na prodej vily požádal o odkup Marek Mora, bývalý náměstek MŠMT, člen bankovní rady ČNB a také syn starosty města z let 1970–1976. Na místě vily, uvedl záměr vybudovat dřevostavbu k soukromému bydlení. Za odkup nabídl 1,5 milionů korun. Město Blatná prodej vily schválilo, ale za dvojnásobnou částku, což Mora nepřijal. Prodej vily byl následně odložen dokud nebude jasné, jak dopadne řízení o prohlášení vily kulturní památkou. 
V dubnu 2018 z rozhodnutí Ministerstva kultury byla Vila Fiala prohlášena za kulturní památku. Město Blatná proti tomu následně podalo žádost o rozklad. Argumentem města byl havarijní stav a s ním spojená finanční náročnost případných oprav, ale zpochybněna byla i architektonická hodnota, kterou paradoxně navrhl blatenský rodák a architekt blatenské radnice. Starostka města Kateřina Malečková z hnutí Rovně potvrdila, že prohlášení za kulturní památku by zkomplikovalo prodej vily i její možné využití. Záměrem vedení města bylo nabídnou vilu s pozemky soukromému investorovi k výstavbě čtyř rodinných domů. Argumentovala i proti návrhu manželů Váňových o využití vily ke kulturním účelům s odůvodněním: „Lidi jsou pohodlní, a kam nemůžou dojet autem, to je nezajímá. Vidím to tady u nás: od zámku už nedojdou ani na náměstí. Nevím, jak si tam manželé Váňovi představují příjezd a parkování.“ V květnu 2018 dokonce vznikla facebooková stránka Nestojíme o vilu Fiala, která si dala za úkol zmapovat kolik lidí z Blatné nemá zájem na tom, aby byla vila kulturní památkou a město do ní investovalo. Správcem stránky byl Karel Plachý, vedoucí blatenského Infocentra. Návrh na rozklad nebyl úspěšný a prohlášení za kulturní památku definitivně nabylo právní moci 24. dubna 2019.

### Prodej vily
V únoru 2021 schválili blatenští zastupitelé prodej vily s minimální požadovanou částkou 1,270 milionu korun. Ve veřejné soutěži formou obálkové metody, město obdrželo nejvyšší nabídku 2 222 222 korun. Přesto v dubnu 2021 byla soutěž zastupitelstvem zrušena, aby byla následně opětovně zveřejněna soutěž nová. Proti tomuto rozhodnutí protestoval výherce soutěže, Josef Váňa, který sdělil, že se podobného postupu obával v případě, že by nevyhrál zájemce preferovaný vedením města. Dle vysvětlení starostky Kateřiny Malečkové, bylo důvodem zrušení soutěže vládní nařízení zákazu volného pohybu osob kvůli covidové pandemii, které přišlo krátce po zveřejnění záměru. Tím měla být znemožněna prohlídka nemovitosti a nebylo by možné uvést obhlídku nemovitosti v čestném prohlášení. V nové soutěži byla minimální požadovaná částka zvýšena na 1,335 milionu korun, kvůli odměně pro dražitele, neboť zastupitelstvo schválilo, že bude nová soutěž probíhat formou elektronické dražby. Dne 2. října 2021 byla Vila Fiala otevřena veřejnosti v rámci projektu Den architektury. I přesto, že nový majitel po koupi potvrdil, že vilu opraví dle pokynů pokynů Národního památkového ústavu, byla vila v březnu 2023 opět dána na prodej. Na začátku roku 2024 byla vila prodána manželům Peštovým.  

## Stavební podoba
Nachází se na severním okraji města Blatná na kopci zvaném Vinice, obklopená městským lesem a obytnou zástavbou. V době svého vzniku měla stavba jednu hlavní místnost a zadní místnost sloužící jako přípravna. Na východní straně stavení vznikl prostorný ochoz s cibulovitou věžičkou a sklepními prostory pod ním. Posléze byla budova rozšířena o další místnost – salonek či „parádní pokoj” a hospodářské zázemí na severní straně. Doplněn byl také dřevník a kuželník, který se však nedochoval.

## Galerie

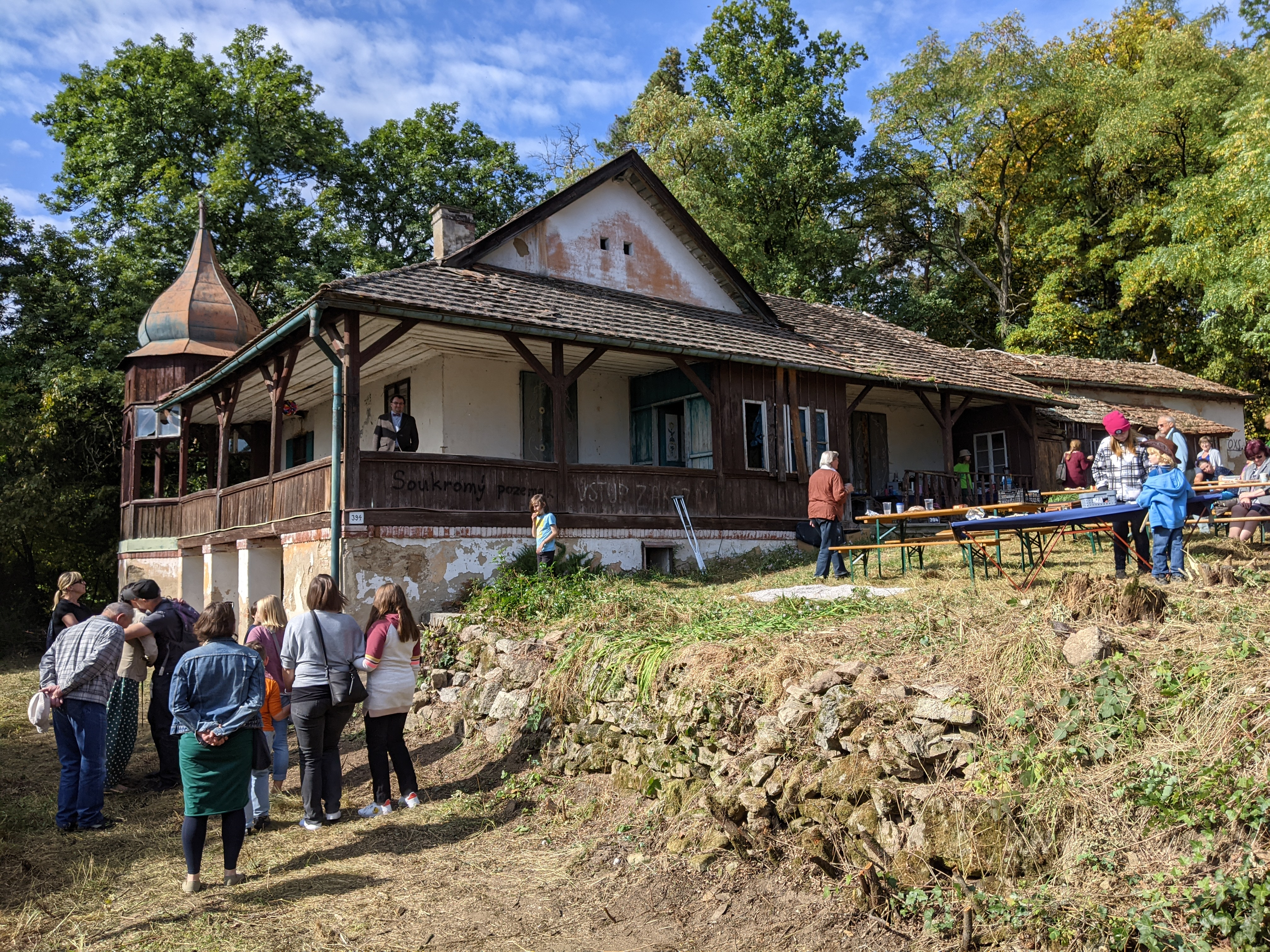
Den architektury 2. října 2021
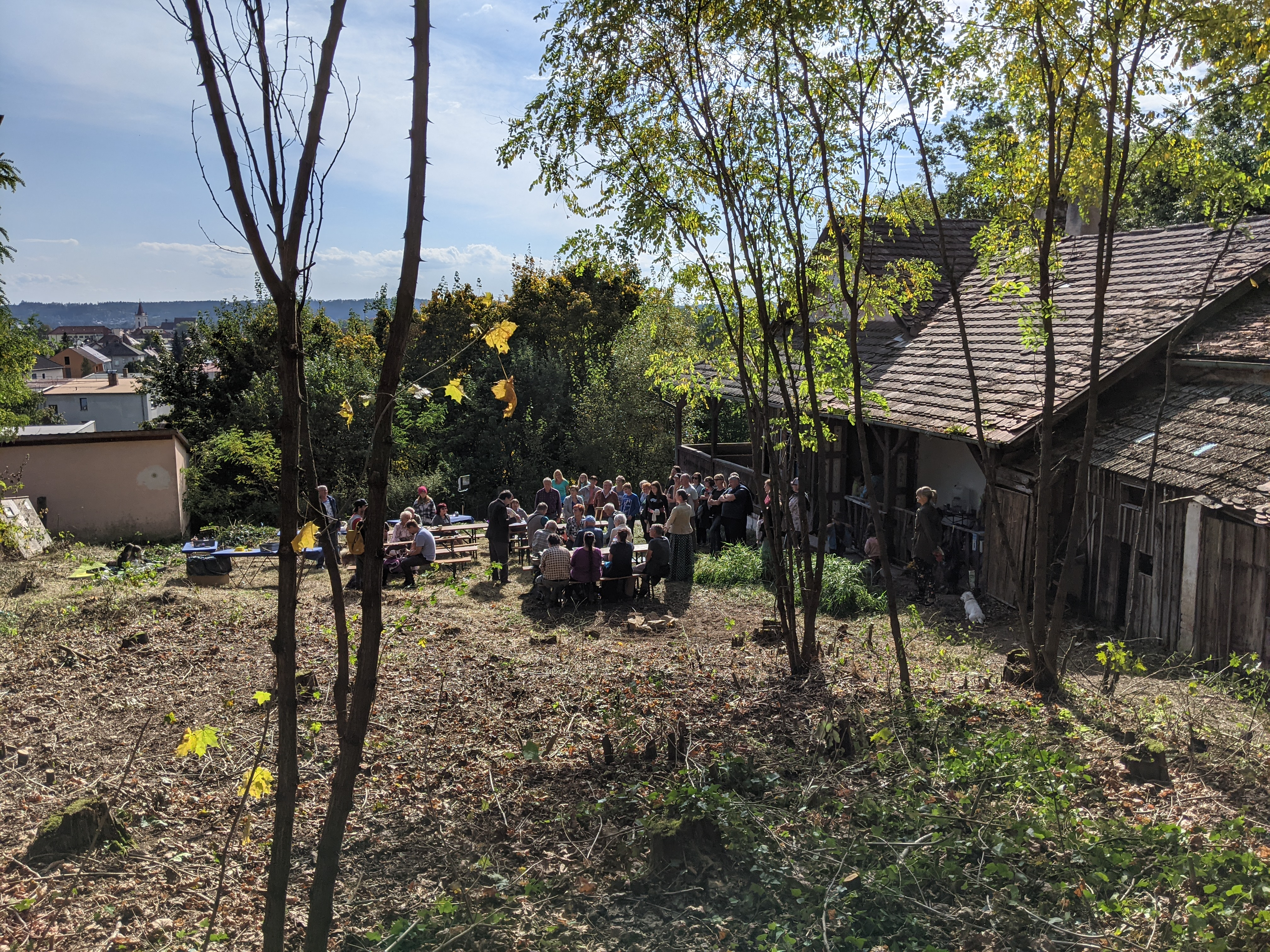
Den architektury 2021
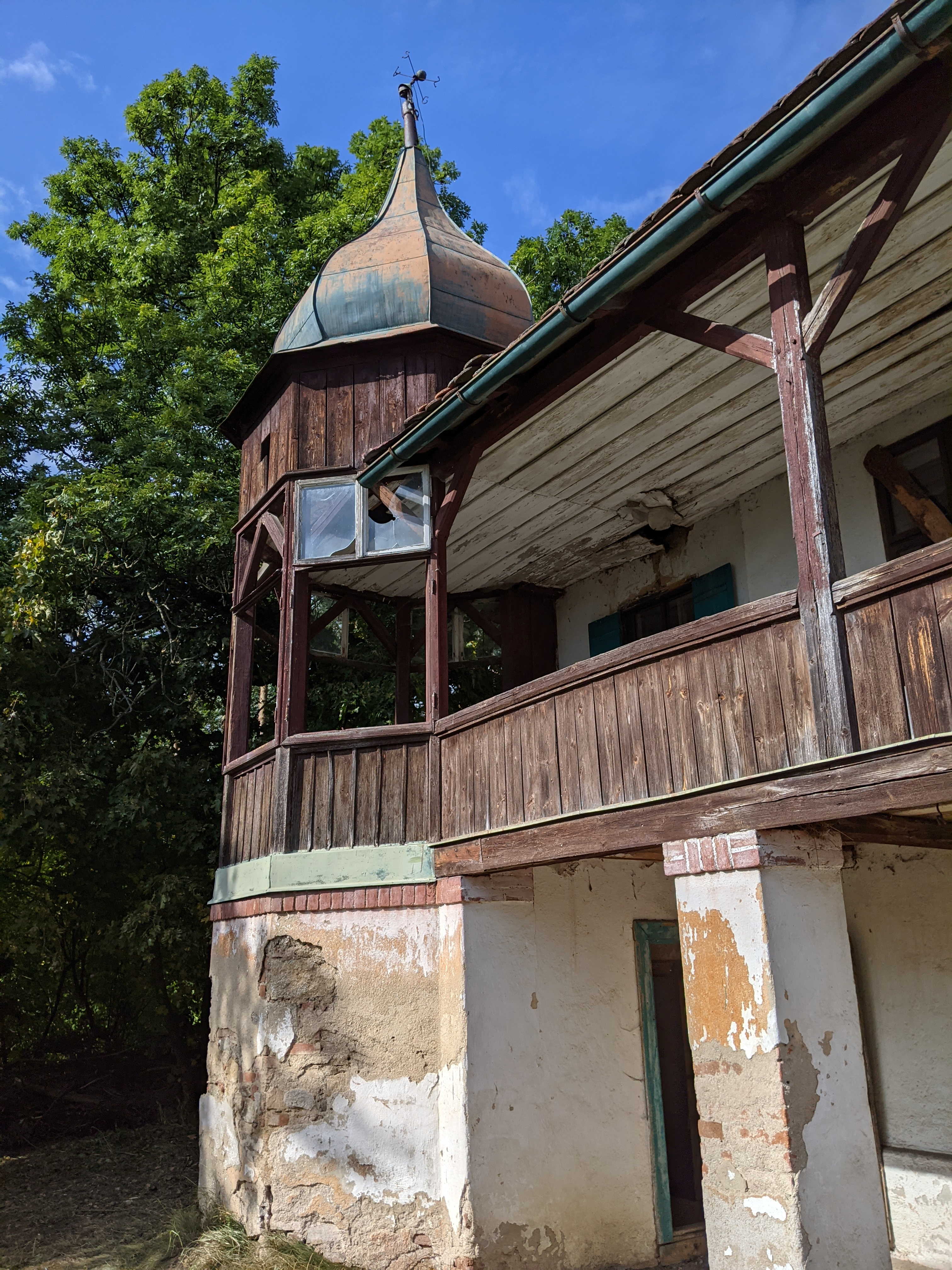
Věžička, dominanta stavby
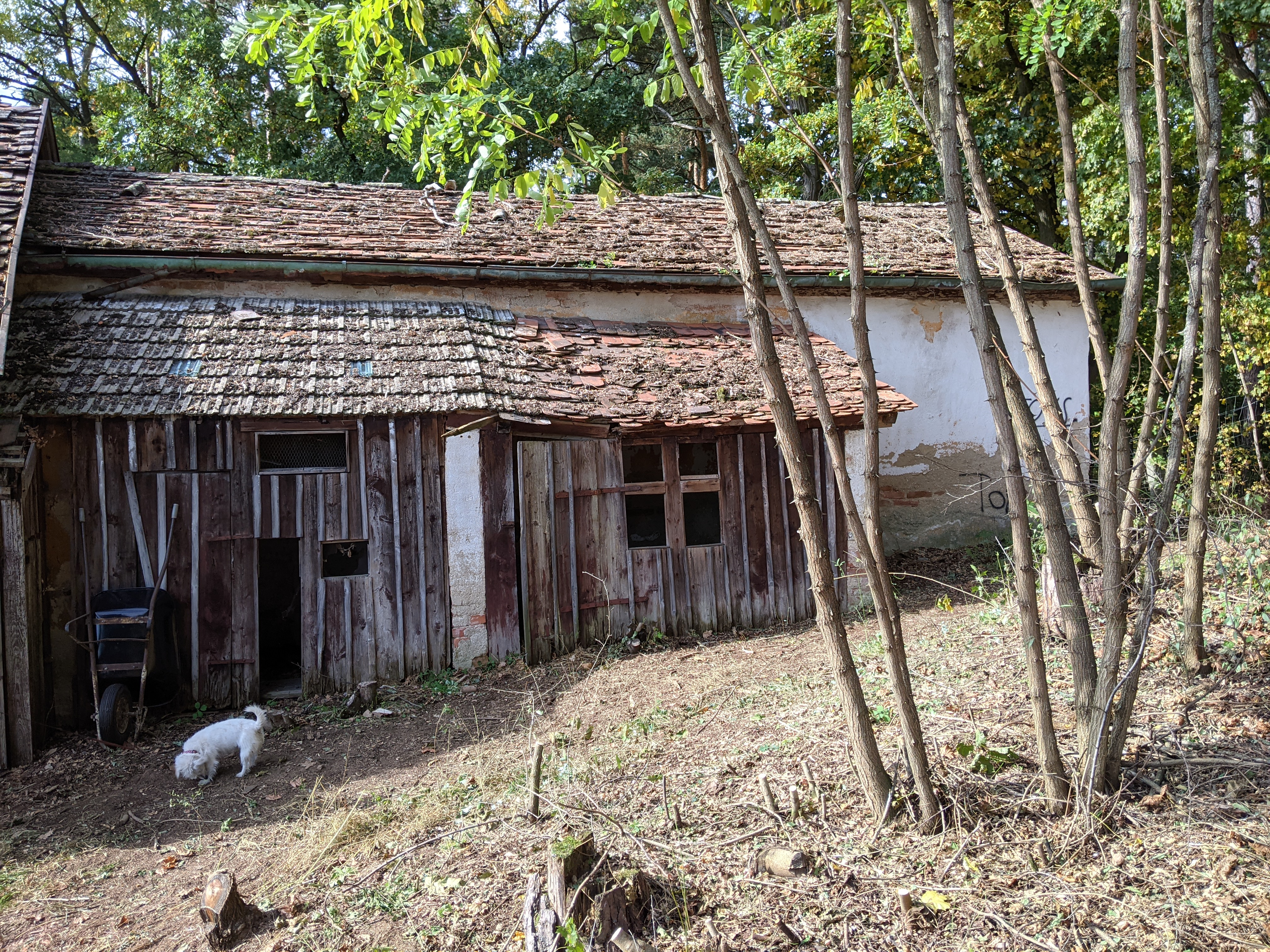
Hospodářská část